# Neocorynura colombiana
Neocorynura colombiana is een vliesvleugelig insect uit de familie Halictidae. De wetenschappelijke naam van de soort is voor het eerst geldig gepubliceerd in 1979 door Eickwort.